# Педа Пантелеймон Михайлович
Пантелеймо́н (Панько́) Миха́йлович Пе́да (* 23 грудня 1907, село Жванець Кам'янець-Подільського повіту Подільської губернії— † 27 грудня 1937, Одеса, тюрма НКВС СССР) — український поет, перекладач. Активіст українського автокефального руху на Поділлі, півчий УАПЦ.

## Життєпис

### Родина
П. М. Педа народився 23 грудня 1907 року в с. Жванець Подільської губернії.
Батько Михайло Юрійович Педа (за національністю латиш) був ковалем, майстром металевих виробів. 1914 року, коли розпочалася Перша світова війна, пішов на фронт, а мати Віра Петрівна Педа (уроджена Тимінська) зі Жванця переїхала у Тростянець, звідтіля — у Старий Осот Чигиринського повіту, далі — в Сокільчу на Київщині. Панько ж виховувався у бабусі, яка згодом відправила його на навчання до Вінницького дитячого будинку.
Хлопчиком навчався сумлінно, співав у хорі парафії УАПЦ. Писав вірші, які нібито відмітив "«наркома освіти УРСР» Володимир Затонський, коли 1922 той відвідав дитбудинок. Він сприяв аби вірш «Дитячий рух» Панька Педи надрукували у журналі «Червоні квіти» (1923, № 1).
Вступив на робітничий факультет Одеського інституту народного господарства, а згодом перевівся до Одеського інституту народної освіти.
Закінчивши у 1932 році навчання,  деякий час учителював, потім перейшов на викладацьку роботу в педагогічний інститут, далі — до театру, де завідував літературною частиною.
Був одружений з солісткою Одеського оперного театру Тетяною Соколовською, яка згодом стала дружиною ката свого чоловіка — слідчого НКВД СССР.

### Творчість
Підтримував юного літератора двоюрідний брат матері — байкар Микита Годованець, який і перетягнув його до Одеси. В Одесі Панько Педа влився у літературну організацію «Гарт».
Чимало часу віддавав перекладам світової літератури — Мольєра, Віктора Гюго, Адама Міцкевича. 1932 вийшла його перекладна збірка віршів юдейського поета Ханана Вайнермана «До праці».
Тоді ж побачила світ його власна збірка — «Перший рейд» (1931). Найвідоміші його вірші «День-ніч», «Молодь революції», «Україна». Всі вони пізніше стали демагогічною підставою для трійки НКВД СССР убити поета. У вірші «Митя» є натяк на Голодомор 1921—1922 років.

### Терор
Органи НКВД СССР викрали Педу 17 грудня 1937 в Одесі. Обвинувального висновку в його судово-слідчій справі немає, але є постанова, підписана оперуповноваженим НКВД УССР по Одеській області  Козакевичем, в якій зазначено, що Пантелемон Педа:
| «активний учасник контрреволюційної української терористичної організації, мав зв'язки з петлюрівськими елементами і автокефальною церквою». |
Останнє, як зафіксовано в постанові, відноситься до 1921—1922 років, коли обвинувачуваному було 14—15 років (він співав тоді у дитячому церковному хорі).
23 грудня 1937 «трійка» НКВД в Одеській області ухвалила убити письменника — цього ж дня поетові виповнилося 30 років. Убивство скоїли 27 грудня 1937.
Військовим трибуналом Одеського військового округу СССР 1 березня 1957 погодження убивства Педи відкликано, а так звану «справу» одеської банди НКВД припинено — за відсутністю складу злочину. Відтак Панька Педу реабілітовали самі ж комуністи.

### Посмертні видання
Сприяла реабілітації поета рідна сестра — Інна Педа-Кравченко. 1961, завдяки її зусиллям, у видавництві «Радянський письменник» вийшла збірка віршів «Горять вогні» з передмовою Степана Олійника. 1992 в Одесі професор Іван Дузь перевидав твори Панька Педи, назвавши збірку «Бринить весна». Також твори Педи були видано в академічній антології «Ростріляне Відродження» за редакцією Юрія Винничука 2016 року.